# Камера пыток (фильм, 1972)
Камера пыток (итал. Gli orrori del castello di Norimberga, англ. Baron Blood) — итальянский фильм ужасов 1972 года режиссёра Марио Бава. Фильм повествует про барона и он воскрешает из мертвых его потомком Питером он студент колледжа.

## Сюжет
Американец Питер Клейст прибывает в Австрию, чтобы отдохнуть от учёбы в колледже и узнать историю своей семьи. В аэропорту его встречает его дядя Карл Хаммель, который приглашает его остаться в его доме. Питер узнает от Карла, что его прадед, барон Отто фон Клейст, по прозвищу «Барон Блад», был печально известным садистом, который пытал и убивал более 100 жителей деревни. Легенда гласит, что он сжег ведьму по имени Элизабет Хелле, которая прокляла его заклинанием, которое позволило бы ему воскреснуть из мертвых, чтобы она могла отомстить ему. Старый замок и бывшая резиденция барона перестраивают в отель для туристов. Питер убеждает своего дядю отвезти его в замок.
В замке они встречают Дортмунда, предпринимателя, ответственного за проект отеля, и Еву, бывшую студентку колледжа Карла. Её работа заключается в том, чтобы Дортмундт не вносил каких-либо долговременных изменений в архитектуру замка. После экскурсии по замку Карл приглашает Еву к себе домой на ужин. Во время трапезы Питер поднимает тему барона фон Клейста. Младшая дочь Карла, Гретхен, утверждает, что видела барона в лесу возле замка, но никто не слушает её. Питер выпускает древний документ, который он нашел в доме своего деда в Америке. Это заклинание, которое предположительно вернет барона к жизни, когда его читают в колокольне замка в полночь.
Против предупреждений Карла Питер и Ева идут в замок и читают заклинание. Хотя сейчас полночь, звонок звонит в два часа, в то же время был убит барон фон Клейст. Тяжелые шаги приближаются снаружи. Ева умоляет Петра отречься от заклинания, используя альтернативное заклинание в том же документе. Но порыв ветра дует пергамент в камин. Питер выходит на улицу, чтобы расследовать, но там никого нет.
В лесу замка барон выходит из могилы и посещает кабинет врача. Доктор одевает свои раны. Когда доктор настаивает на вызове машины скорой помощи, барон хватает скальпель и забивает его камнями до смерти.
На следующее утро Питер и Ева признают, что сделали. Карл настаивает, что они воображают вещи, и говорит им забыть об этом. Барон тайно входит в свой замок и убивает Дортмунда, вешая его с потолка. Когда тело находит Фриц, смотритель замка, барон убивает его. После смерти Дортмунда планы восстановления замка проваливаются, и имущество отправляется на аукцион.
На следующий день Альфред Беккер, миллионер, который пользуется инвалидной коляской, покупает замок. Он предлагает Еве работу по оказанию ему помощи в восстановлении замка до его первоначального состояния. Она с радостью принимает. Позже Ева атакована в одном из замковых коридоров бароном. Она спасена вторжением Петра. Ева уходит с работы и решает начать все сначала.
В тот вечер Ева возвращается в свою квартиру в городе, только чтобы найти барона, ожидающего её. Она убегает через окно и ищет убежище в доме Карла. Убежденный в том, что барон жив, Карл соглашается помочь Еве и Петру найти способ уничтожить его. Они посещают Кристину, местную медиум, которая вызывает в воображении дух Хёлле из преисподней для получения информации о бароне. Кристина дает им волшебный амулет и говорит им, что те, кто поднял барона, — единственные, кто может уничтожить его. Из-за этого он сделает все возможное, чтобы убить Петра и Еву. После того, как Петр, Ева и Карл уходят, барон убивает Кристину.
По дороге домой из школы Гретхен терроризирует барон, который преследует её по лесу. Вернувшись в замок, Гретхен впервые встречает Беккера. Она говорит отцу, что Беккер — барон; она узнает его глаза. Карл, Питер и Ева противостоят Беккеру. Он показывает им восстановленный замок, в комплекте с манекенами, набитыми на кольях. Беккер поднимается из инвалидной коляски и выбивает Питера, Карла и Еву. Затем он берет их в свою камеру пыток.
Когда Ева просыпается, она привязывается к стулу и видит мертвое тело Фрица в открытом гробу с шипами рядом с ней. Беккер связывает Карла с стойка, пока он мучает Питера раскаленными покерами. Когда Ева изо всех сил пытается развязать себя, она случайно бросает амулет на тело Фрица. Несколько капель крови Евы от её ран приземляются на теле Фрица и амулет. Выявляется секрет того, как уничтожить барона: все жертвы барона восстают из своих гробов, наделенных волшебным амулетом и кровью тех, кто его воспитал. Жертвы нежити нападают на барона и разрывают его на части. Ева развязывает Петра и Карла, и трио бежит из замка, в то время как умирающие крики барона и смех Хёлле перекликаются с ночным воздухом.

## В ролях
- Джозеф Коттен — барон Отто фон Клейст / Альфред Беккер
- Франко Точчи — барон Отто фон Клейст
- Эльке Соммер — Ева Арнольд
- Антонио Кантафора — Питер Клейст
- Массимо Джиротти — доктор Карл Хаммель
- Рада Рассимов — Кристина Хоффманн / Элизабет Хёлле
- Лучано Пигоцци — Алан Коллинз) как Фриц
- Умберто Рахо — Хуми Рахо инспектор
- Николетта Элми — Гретхен Хаммель
- Дитер Тресслер — мэр Дортмунда
- Рольф Хельвич — аукционист
- Густаво де Нардо — доктор Вернер Гессе
- Валерия Сабель — Марта Хаммель
- Пилар Кастель — Мадлен, медсестры Гессе